# Verwaltungsgemeinschaft Weida-Land

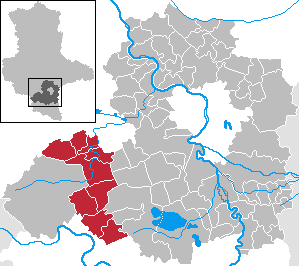
Lage der Verwaltungsgemeinschaft Weida-Land im Saalekreis

In der Verwaltungsgemeinschaft Weida-Land des Saalekreises in Sachsen-Anhalt waren neun Gemeinden zur Erledigung der Verwaltungsgeschäfte zusammengeschlossen. Die Verwaltungsgemeinschaft wurde am 1. Januar 2005 aus den aufgelösten Verwaltungsgemeinschaften Wein-Weida-Land und Weitzschker-Weidatal gebildet.
Am 1. Januar 2010 wurde die Verwaltungsgemeinschaft durch die Bildung der Verbandsgemeinde Weida-Land aufgelöst.
Die Verwaltungsgemeinschaft hatte eine Fläche von 136,43 km² und 9035 Einwohner (31. Dezember 2006).
Namensgebend war der Bach Weida.

## Die ehemaligen Mitgliedsgemeinden mit ihren Ortsteilen
- Albersroda mit Schnellroda
- Alberstedt
- Barnstädt mit Göhritz
- Esperstedt mit Kuckenburg
- Farnstädt mit Oberfarnstädt und Unterfarnstädt
- Nemsdorf-Göhrendorf mit Göhrendorf und Nemsdorf
- Obhausen mit Altweidenbach, Döcklitz und Neuweidenbach
- Stadt Schraplau mit Schafsee, Trautmanns Höhe und Wilhelm-Fichte-Siedlung
- Steigra mit Jüdendorf und Kalzendorf